# Chorinaeus facialis
Chorinaeus facialis är en stekelart som beskrevs av Chao 1981. Chorinaeus facialis ingår i släktet Chorinaeus och familjen brokparasitsteklar. Inga underarter finns listade i Catalogue of Life.